# رشته‌کوه سامساری
رشته‌کوه سامساری (گرجی: სამსრის ქედი) یک رشته‌کوه آتشفشانی در جنوب گرجستان در ۱۲۰ کیلومتری (۷۵ مایل) به سمت جنوب غربی شهر تفلیس است. دامنه کوه ۴۲ کیلومتر (۲۶ مایل) درازا دارد و از شمال به جنوب از رود خرامی تا دره‌های رودخانه پاراوانی امتداد دارد. شواهد باستان‌شناسی از وجود قلعه‌های باستانی در برخی از قله‌ها وجود دارد.

## پوشش گیاهی
دامنه‌های رشته‌کوه سامساری عمدتاً پوشیده از علفزارها و علفزارهای آلپی است.  جنگل‌ها کمتر رایج هستند و معمولاً در پایین‌ترین ارتفاعات محدوده (زیر ۱۹۰۰ متر یا ۶۲۳۴ فوت بالاتر از سطح دریا) یافت می‌شوند.
دریاچه های کوچک و متوسط پرشماری در پیرامون رشته‌کوه سامساری وجود دارد.